# 晏文顯
晏文顯（1430年—？），字崇道，四川瀘州直隸州人，民籍，明朝政治人物。

## 生平
四川鄉試第七名舉人，天順元年（1457年）中式丁丑科會試第二百四十三名，三甲第一百一十九名進士。

## 家族
曾祖晏思敬；祖父晏如英；父晏□。前母年氏；胡氏；繼母朱氏。妻任氏。兄晏文輝，弟晏文明、晏文寧、晏文祿、晏文盛、晏文昌、晏文茂、晏文芳。